# Nigramma perstrialis
Nigramma perstrialis är en fjärilsart som beskrevs av George Francis Hampson 1918. Nigramma perstrialis ingår i släktet Nigramma och familjen nattflyn. Inga underarter finns listade i Catalogue of Life.